# تتسونوسوکه ایچیمورا
ایچیمورا تتسونوسوکه (به ژاپنی: 市村 鉄之助 Ichimura Tetsunosuke); ۱۸۵۴ – ۱۸۷۳/۱۸۷۷) یکی از اعضای شینسنگومی و پیشکار معاون فرماندهی این گروه هیجی‌کاتا توشیزو بود. او در قلمروی اوگاکی در ژاپن متولد شد. اگرچه معمولاً اعتقاد بر این است که او یک شخصیت (آثار هنری) داستانی است، اما در اصل ایچیمورا تتسونوسوکه یک عضو واقعی در شینسنگومی بوده‌است.

## در داستان
ایچیمورا تتسونوسوکه قهرمان (داستان)مانگا و انیمه سریال مصلح کوروگانه است که حول واقع مربوط به شینسنگومی تمرکز دارد. او ۱۵ ساله (۱۶ ساله در مانگا) و نسبتاً کوتاه قد است. برادرش تاتسونوسوکه نیز برای این سریال به او می‌پیوندد.